# Дональдсон, Томас
Томас К. Дональдсон (1944 – 2006) — математик и известный сторонник крионики.  Родился в штате Кентукки в США и получил степень доктора философии в Чикагском университете в 1969 году. Также жил в Саннивейле, Калифорния и Канберре, Австралия, где преподавал математику в Австралийском национальном университете. Он основал Австралийскую ассоциацию крионики и Институт нейронной криобиологии, который финансировал новаторские исследования в области криоконсервации тканей мозга.

## Сочинения
В 1974 году его монография под названием A Laplace Transform Calculus for Partial Differential Operators была опубликована Американским математическим обществом..
В 1976 году Дональдсон опубликовал "Краткое научное введение в крионику" - первый краткий обзор научной литературы, поддерживающей практику крионики.  В течение многих лет он являлся постоянным автором журнала "Крионика" и информационного бюллетеня Фонда продления жизни "Алькор".  Он также публиковал собственное периодическое издание "Периастрон", в котором обсуждались вопросы нейронауки применительно к крионике.
Дональдсон одним из первых предложил идеи технологии восстановления клеток. Рассматривая такие технологии как продолжение природной биологии, но включающих в себя использование новых ферментов и неводных растворителей для работы при низких температурах.  Когда в середине 1980-х годов идеи Эрика Дрекслера о молекулуярных нанотехнологиях стали господствовать в крионике, он начал часто выражать свою обеспокоенность большим количеством внимания, уделяемого новой молекулярно-механической модели восстановления, исключающей более ранние биологические подходы.  Своё видение будущего медицины Дональдсон изложил в эссе "Медицина 24-го века", в 1988 году.

## Определение смерти
Взгляды Дональдсона на тему смерти опережали своё время даже по стандартам крионики. Согласно его идеям, пока мозг продолжает существовать в какой-то восстанавливаемой форме, "смерть" - это просто ярлык, указывающий на то, что память и информация о личности в нем находятся вне досягаемости текущего развития.  Несмотря на то, что все нынешние сторонники крионики согласились бы с этим, Дональдсон пошел ещё дальше.  Вместо того, чтобы ждать со стороны развитых технологий ответа на вопрос, являются ли пациенты, подвергнутые криоконсервации, теоретически мертвыми, он предположил, что начнут появляться все более и более сложные методы дешифровки изначального объема информации поврежденного мозга.  Он писал о "нейронной археологии" как о важной части медицины будущего. Дональдсон утверждал, что крионика в той или иной форме всегда будет необходима, поскольку вопрос о возможности восстановления мозга после некоторых повреждений, всегда будет оставаться открытым в будущем.
Дональдсон также поддерживал интерес и к биомедицинской геронтологии, самостоятельно опубликовав в 1994 году книгу "Руководство по антивозрастным препаратам".  Несмотря на этот интерес, он пессимистично оценивал ближайшие перспективы увеличения продолжительности жизни человека.  В 1986 году он заявил, что только маленькие дети могут прожить достаточно долго, чтобы увидеть достижения, позволяющие избежать необходимости крионики.  В конце 2005 года он написал в журнале Cryonics: "При помощи криосохранения мы достигнем того времени, когда старение можно будет обратить вспять и вовсе отменить.  Криоконсервация вполне способна оказаться единственным способом, благодаря которому у любого человека есть шанс победить смерть."

## Опухоль мозга
В 1988 году Дональдсону был поставлен диагноз астроцитома II степени, тип злокачественная опухоль мозга.  Несмотря на лучевую терапию, его долгосрочный прогноз оставлял желать лучшего.  В 1990 году он привлек международное внимание, когда безуспешно судился с Генеральным прокурором штата Калифорния за право на избирательную криконсервацию, дабы не позволить опухоли разрушить его мозг. Эпизод телевизионной драмы L.A. Law был основан на его истории. Хоть его и критиковали за желание пожертвовать жизнью сегодня ради неопределенной жизни в будущем, целью его иска было получение права на криоконсервацию, если его опухоль начнет расти.
В начале 2006 года его друг Стив Бридж написал сообщение на электронную почту Cryonet, в котором сообщал, что рак Томаса вновь прогрессирует, а сам Дональдсон возвращается из Австралии в США в тяжелом состоянии.  Он криоконсервирован в Alcor Life Extension Foundation. Его биография опубликована в виде описания пациента A-1097, в весеннем выпуске Cryonics Magazine за 2006 год, в котором сообщается, что криоконсервация данного пациента была успешно проведена 19 января 2006 года.